# Dragonlord
A Dragonlord amerikai szimfonikus black metal zenekar. 2001-ben alakultak a kaliforniai Oakland-ben, Eric Peterson és Steve DiGiorgio (Testament) és Steve Smyth (Nevermore) közös projektjeként. Első nagylemezükön a szimfonikus black metal és a thrash metal műfajok keveredtek, míg későbbi albumaikon elhagyták a thrash metal stílust.

## Tagok
- Eric Peterson - ének, gitár, basszusgitár
- Lyle Livingston - billentyűk
- Alex Bent - dob
- Leah – női ének, kórus

Korábbi tagok
- Steve Di Giorgio - basszusgitár (2000–2001)
- Steve Smyth - gitár (2000–2005)
- Derrick Ramirez - basszusgitár
- Mark Black - gitár
- Jon Allen - dob
- Claudeous Creamer - gitár
- Steve Schmidt - basszusgitár
- Gian Pyres - gitár (koncerteken, 2005-2006)

## Diszkográfia
- Rapture (2001)
- Black Wings of Destiny (2005)
- Dominion (2018)